# Torreón de Cartes

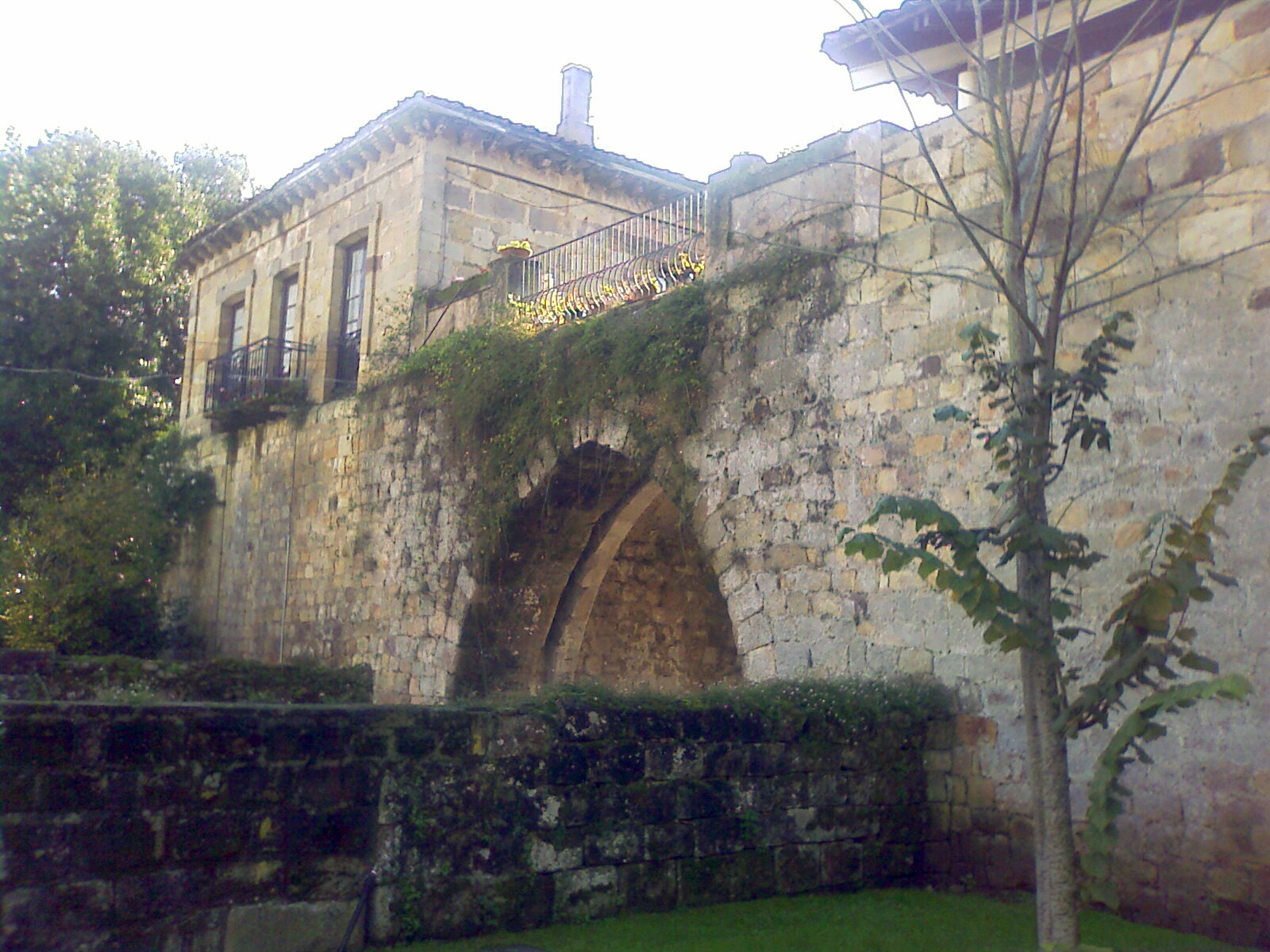
Vista exterior del torreón de Cartes.

El torreón de Cartes es una casa-torre defensiva cruzada sobre la calle principal de Cartes (Cantabria), antiguo camino real, la cual lo atraviesa. Rehabilitado recientemente como museo de divulgación de física, se trata de los restos de una antigua fortaleza de porte medieval construida por la familia Manrique (entonces solo condes de Castañeda y marqueses de Aguilar) en el siglo XV para defenderse de los cercanos señores de la Vega (actual Torrelavega), iniciado en 1421. En 1432, el edificio se convirtió en sede de la justicia para el valle de Toranzo, haciendo las funciones de audiencia y cárcel; más tarde sería también residencia del corregidor condal. El torreón, junto a toda la villa, fueron declarados conjunto histórico-artístico en 1985. Recibe también los nombres de torre de Cartes, torreón de Manrique, torreones de Cartes y castillo de Cartes.
Convertido en un símbolo popular, da nombre a algunos grupos y empresas, como el grupo de danza Grupo Folklórico Torreón de Cartes, además de ser objeto de una canción popular.

## Descripción
El conjunto se compone de dos edificios o torreones rectangulares de dos alturas, aunque uno más alto que otro, construidos con fábrica de sillería y con un estilo gótico. Situados a ambos lados de la vía, están unidos mediante gruesos muros perforados por arcos apuntados, que forman un patio interior si se cierra el recinto y se corta el paso de la calle y sirven de pasarelas de unión entre las plantas primeras. Los arcos estaban dotadas de rejas levadizas por una doble función: defensa y aduana. La planta baja es ciega al exterior, produciéndose la entrada por el patio, también mediante arcos apuntados. La planta del conjunto, sumando los torreones y el patio, es cuadrada.
Se cree que uno de los torreones fue dedicado a residencia y aduana, mientras que el otro se reservaba para un uso exclusivamente militar.
Quizá la mayor peculiaridad del conjunto es que se trata del único fuerte de carácter castellano muy visible conservado en la vertiente cantábrica El torreón, que no tiene aspecto de fuerte a pesar de poseer carácter militar, es posible que nunca se acabase según un proyecto original desconocido de castillo o fortaleza.

## Torreón de la Física
Fue rehabilitado ya en el siglo XXI como sala de exposiciones, convirtiéndose en el «Torreón de la Física», un proyecto de la Universidad de Cantabria dirigido a estimular la enseñanza de la física entre los estudiantes de enseñanza secundaria, sobre todo a partir de experimentos prácticos.
Comenzó su actividad divulgativa en enero de 2004. Al finalizar el curso 2008-2009 cerró durante un año, reiniciando su actividad en octubre de 2010.